# Samusivka, Kremenciuk
Samusivka (în ucraineană Самусівка) este un sat în comuna Ialînți din raionul Kremenciuk, regiunea Poltava, Ucraina.

## Demografie
Componența lingvistică a localității Samusivka
     Ucraineană (90,24%)
     Rusă (9,76%)
Conform recensământului din 2001, majoritatea populației localității Samusivka era vorbitoare de ucraineană (90,24%), existând în minoritate și vorbitori de rusă (9,76%).